# Armée nationale birmane
L'Armée nationale birmane est le nom le plus connu d'une force armée indépendantiste birmane, créée avec le soutien de l'empire du Japon pour participer à la campagne de Birmanie. D'abord alliée à l'Axe pour se libérer du colonisateur britannique, l'armée indépendantiste changea de camp au début de l'année 1945 pour combattre aux côtés des Alliés.

Drapeau de l'État de Birmanie.

Dans le cadre de sa politique expansionniste en Asie, l'empire du Japon prit contact avec les indépendantistes de Birmanie. Un de ses agents, Kokubu Shozo, y avait vécu plusieurs années et avait des contacts avec la plupart des groupes politiques opposés à l'occupation britannique. Le colonel Japonais Suzuki Keiji, envoyé secrètement dans le pays en septembre 1940, y rencontra notamment Thakin Kodaw Hmaing et Thakin Mya, deux importants membres de l'organisation indépendantiste Dobama Asiayone. Il rencontra ensuite Aung San à Amoy, où celui-ci s'était rendu dans l'espoir d'entrer en contact avec les communistes chinois. Suzuki partit pour Tokyo avec Aung San. Il fut décidé de créer une organisation de soutien aux indépendantistes, le Minami Kikan (南機関), et de former à la lutte armée un groupe de jeunes birmans : ce furent les Trente Camarades, embryon de l'Armée pour l'indépendance birmane.

## L'Armée pour l'indépendance birmane
Le 28 décembre 1941, à Bangkok, à la suite de l'entrée en guerre du Japon contre le Royaume-Uni, le Minami Kikan fut décrété dissous et remplacé par l'Armée pour l'indépendance birmane, une force paramilitaire destinée à participer aux combats contre les britanniques. Formée initialement de 227 combattants birmans aidés de 74 militaires japonais, cette force armée participa, sous forme de petites unités, aux combats lors de l'invasion de la Birmanie.
Avec la chute de Rangoun le 8 mars 1942, l'Armée pour l'indépendance connut un afflux de « volontaires », dont beaucoup n'étaient pas des recrues officielles, mais parfois des bandits s'auto-proclamant membres de l'armée indépendantiste, et dont certains se livrèrent à des atrocités contre les minorités Karens et indiennes.
L'Armée pour l'indépendance fut déclarée dissoute au printemps 1942, avec la fin des opérations.

## L'Armée nationale birmane

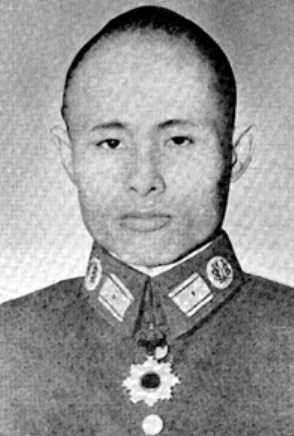
Général de division, Aung San, de l'armée nationale birmane, 1943

Pour remplacer l'Armée pour l'indépendance, jugée peu contrôlable, les Japonais formèrent au printemps 1942 l'Armée de défense birmane, une force comptant environ 3 000 hommes, encadrés par des instructeurs militaires japonais.
En août 1943, le Japon accorda une indépendance formelle à la Birmanie, créant l'État de Birmanie. L'Armée de défense birmane devint l'Armée nationale birmane et constitua la force armée du nouveau régime. Ses effectifs montèrent jusqu'à 11 000 hommes. Aung San, nommé ministre de la guerre, demeura son commandant en chef.

## Renversement d'alliance
Malgré la proclamation d'indépendance, les Japonais n'accordaient que peu d'autonomie au gouvernement birman. Ne faisant plus confiance aux Japonais, Aung San décida de changer de camp et, à la fin 1944, prit contact avec les Alliés. Le 27 mars 1945, l'Armée nationale birmane se retourna ouvertement contre le gouvernement de l'État de Birmanie, qui disparut dans les faits, et déclara la guerre aux Japonais. Rebaptisée Forces patriotiques birmanes, l'Armée nationale contribua aux combats qui aboutirent à chasser les Japonais de Birmanie.
Après le conflit, les membres de l'Armée nationale birmane furent intégrés à l'armée régulière, ou bien aux milices armées de l'organisation politique d'Aung San.